# Ilse
Ilse  è un nome proprio di persona tedesco e olandese femminile.

## Varianti
- Tedesco: Ilsa[2]

### Varianti in altre lingue
- Lettone: Ilze
- Polacco: Ilza

## Origine e diffusione
Si tratta di un ipocoristico, tipicamente olandese e tedesco, del nome Elisabetta.

## Onomastico
L'onomastico si può festeggiare lo stesso giorno di Elisabetta.

## Persone

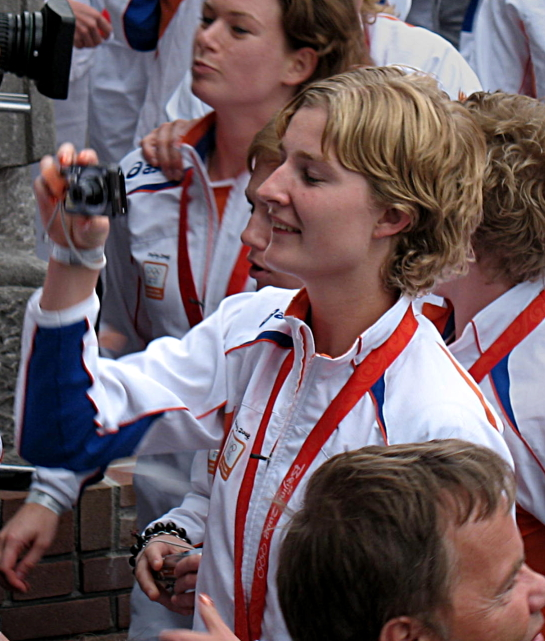
Ilse van der Meijden

- Ilse Aichinger, scrittrice austriaca
- Ilse DeLange, cantante olandese
- Ilse Keydel, schermitrice tedesca
- Ilse Koch, moglie di Karl Otto Koch, guardia nei campi di concentramento nazisti
- Ilse Lichtenstädter, orientalista tedesca
- Ilse van der Meijden, pallanuotista olandese
- Ilse Van Den Vonder, cestista belga
- Ilse von Alpenheim, pianista austriaca

### Varianti
- Ilsa Konrads, nuotatrice australiana
- Ilze Ose, cestista lettone

## Il nome nelle arti
- Ilse è la protagonista del romanzo Ilse (1894) di Ossit  pseudonimo della baronessa Madeleine Deslandes
- Ilse è il personaggio protagonista dell'opera teatrale di Luigi Pirandello I giganti della montagna.
- Ilse è un personaggio del musical Spring Awakening.
- Ilsa è un personaggio della serie di film Ilsa.
- Ilsa è un personaggio del film del 2004 Puppet Master - The Legacy, diretto da Charles Band.
- Ilse Burnley è un personaggio del romanzo di Lucy Maud Montgomery Emily della Luna Nuova e dell'omonima serie animata da esso tratta.
- Ilsa Hayden è un personaggio del film del 1995 Dredd - La legge sono io, diretto da Danny Cannon.
- Ilse Kronstadt è un personaggio del romanzo di John Brunner Il telepatico.
- Ilsa Lund Laszlo è un personaggio del film del 1942 Casablanca, diretto da Michael Curtiz.
- Ilse Nordahl è un personaggio del film del 1989 Night Club, diretto da Sergio Corbucci.
- Ilsa Pucci è un personaggio della serie televisiva Human Target.
- Ilsa von Haupstein è un personaggio del film del 2004 Hellboy, diretto da Guillermo del Toro.

## Toponimi
- 249 Ilse è un asteroide della fascia principale, che prende il nome da una leggendaria principessa germanica.
- 979 Ilsewa è un asteroide della fascia principale, che prende il nome da Ilse Waldorf, una conoscente dello scopritore Karl Wilhelm Reinmuth.